# Rickelshausen (Wüstung)
Rickelshausen ist eine Wüstung im Bereich der heutigen Ortslage Drei Linden in Bad Gandersheim. Urkundlich wurde Rickelshausen um 1160 als Ricleveshusen erwähnt. Der Ortsname lässt sich eventuell aus der Bedeutung „die Behausung eines Riklef“ ableiten.
Es ist davon auszugehen, dass die südlich gelegene Ortschaft Bentierode aus Rickelshausen hervorging. Vor dem Dreißigjährigen Krieg sind zumindest ein Teil der Einwohner von Rickelshausen aufgrund der mehrfachen Zerstörungen ihres Besitzes durch marodierende Soldaten in die südlich gelegenen Sümpfe an den heutigen Standort von Bentierode gezogen.
Vermutlich Ende des 18. Jahrhunderts wurde die Ortschaft dann komplett aufgegeben. Ab 1934 wurde an der Dorfstelle acht Bauernhöfe mit Domänenland angelegt. Die Ortslage ist seitdem unter dem Namen Drei Linden bekannt.